# صعفان (حجة)
صعفان هي إحدى قرى الجمهورية اليمنية. تتبع جغرافيا لمحافظة حجة وإداريًا لمديرية حرض. يبلغ تعداد سكانها 1659 نسمة حسب الإحصاء الذي أجري عام 2004.